# ین کراکوف
ین کراکوف (به انگلیسی: Kraków złoty) یکای پول رایج در کشور شهر خودمختار کراکوف است.